# Pallenopsis paramollis
Pallenopsis paramollis är en havsspindelart som beskrevs av Stock, J.H. 1975. Pallenopsis paramollis ingår i släktet Pallenopsis och familjen Phoxichilidiidae. Inga underarter finns listade i Catalogue of Life.